# 山田哲也 (格闘家)
山田 哲也（やまだ てつや、1990年4月2日 - ）は、日本の男性総合格闘家。
神奈川県横須賀市出身。しんわトータルコンバット/チームZST所属。元ZSTウェルター級王者。
高校卒業後は介護ヘルパーとして福祉の仕事に携わっているため、「スーパーヘルパー」と呼ばれている。

## 来歴
中学時代に柔道を始め、横須賀明光高校1年時にしんわトータルコンバットに入門。
高校2年でSWAT!に出場。横山大輔と共に「スーパー高校生」と呼ばれた。
2009年3月20日、戦極初参戦となった戦極 〜第七陣〜の戦極フェザー級（-65kg）グランプリ1回戦でロニー・牛若に判定負けを喫した。
2009年3月、高校を卒業。介護福祉士として働きながら、トレーニングを積んでいる。
2009年5月24日、ZST.20でタッグマッチ（15分3本勝負）に出場。奥出雅之とタッグを組み、宮田和幸&永田克彦と対戦するも、0-0のドローとなった。
2009年9月23日、戦極 〜第十陣〜で真騎士と対戦し、TKO負けを喫した。
2010年11月3日、パンクラスでABと対戦し、0-0の判定ドロー。
2011年9月11日、ZSTウェルター級（-75kg）王者決定トーナメント1回戦で濱岸正幸と対戦し、ドクターストップでTKO勝ち。11月23日、決勝で伊藤博之と対戦し、膝十字固めで一本勝ちを収め王座獲得に成功した。

## 戦績

### プロ総合格闘技
| 総合格闘技 戦績 | 総合格闘技 戦績 | 総合格闘技 戦績 | 総合格闘技 戦績 | 総合格闘技 戦績 | 総合格闘技 戦績 | 総合格闘技 戦績 |
| --------------- | --------------- | --------------- | --------------- | --------------- | --------------- | --------------- |
| 14 試合         | (T)KO           | 一本            | 判定            | その他          | 引き分け        | 無効試合        |
| 9 勝            | 5               | 3               | 1               | 0               | 2               | 0               |
| 3 敗            | 1               | 0               | 2               | 0               | 2               | 0               |

| 勝敗 | 対戦相手     | 試合結果                        | 大会名                                                               | 開催年月日     |
| ○    | 濱岸正幸     | 5分5R終了 判定3-0               | ZST.33 【ZSTウェルター級タイトルマッチ】                             | 2012年11月23日 |
| ×    | 濱岸正幸     | 5分3R終了 判定0-3               | ZST.31                                                               | 2012年3月17日  |
| ○    | 伊藤博之     | 1R 1:14 膝十字固め              | ZST.30 〜旗揚げ9周年大会〜 【ウェルター級王者決定トーナメント 決勝】 | 2011年11月23日 |
| ○    | 濱岸正幸     | 1R 0:21 TKO（ドクターストップ） | ZST.29 【ウェルター級王者決定トーナメント 1回戦】                    | 2011年9月11日  |
| ○    | 堀鉄平       | 1R 3:46 TKO（タオル投入）       | FIGHTING NETWORK ZST BATTLE HAZARD 05                                | 2011年7月17日  |
| △    | AB           | 5分2R終了 判定0-0               | パンクラス PANCRASE 2010 PASSION TOUR                                | 2010年11月3日  |
| ○    | 山本勇気     | 1R 2:26 チョークスリーパー      | ZST BATTLE HAZARD 04                                                 | 2010年7月3日   |
| △    | 清水俊一     | 5分3R終了 時間切れ              | ZST.24                                                               | 2010年4月18日  |
| ○    | 伊藤崇文     | 2R 2:22 TKO（蹴り上げ）         | パンクラス PANCRASE 2010 PASSION TOUR                                | 2010年2月7日   |
| ×    | 真騎士       | 2R 1:12 TKO（パウンド）         | 戦極 〜第十陣〜                                                      | 2009年9月23日  |
| ×    | ロニー・牛若 | 5分3R終了 判定0-3               | 戦極 〜第七陣〜 【フェザー級グランプリ2009 1回戦】                   | 2009年3月20日  |
| ○    | 鳥海誠       | 1R 1:56 腕ひしぎ十字固め        | SWAT! 20                                                             | 2008年9月7日   |
| ○    | 太田裕之     | 1R 6:12 KO（パンチ）            | ZST.17                                                               | 2008年5月18日  |
| ○    | 宮川武明     | 1R 0:44 KO（右フック）          | ZST.15 〜旗揚げ5周年記念大会〜                                       | 2007年11月23日 |

### グラップリング
| 勝敗 | 対戦相手 | 試合結果                 | 大会名                    | 開催年月日    |
| △    | 富山浩宇 | 7分1R終了 時間切れ       | ZST.16【ZST GT-F ルール】 | 2008年2月24日 |
| ○    | 荒井真人 | 2R 1:19 腕ひしぎ十字固め | SWAT! 12                  | 2007年7月15日 |
| ○    | 西哲也   | 2R 2:51 腕ひしぎ十字固め | SWAT! 11                  | 2007年5月20日 |
| △    | 清水俊裕 | 5分2R終了 時間切れ       | SWAT! 10                  | 2007年4月1日  |

### タッグマッチ
| 勝敗 | 対戦相手                                                     | 試合結果                                                                          | 大会名                                      | 開催年月日    |
| △    | 清水俊一&上田厚志 （パートナー：川名雄生）                   | 15分終了 時間切れ                                                                 | ZST SWAT! 28 〜ジェネシストーナメント2009〜 | 2009年8月2日  |
| ○    | 内村洋次郎&富山浩宇 （パートナー：小谷直之）                 | 0:53 レッグスプレッド（小谷→富山）                                                | ZST.19                                      | 2009年1月25日 |
| ○    | 赤広洋介&菊池哲史&中西圭介 （パートナー：岡澤弘太&川名雄生） | 1本目 0:58 腕ひしぎ十字固め（山田→赤広） 2本目 1:25 腕ひしぎ十字固め（岡澤→中西） | SWAT!-TX 1【GT-Fルール6人タッグマッチ】     | 2009年1月4日  |
| ○    | 伊藤健一&伊藤博之 （パートナー：奥出雅之）                   | 7:29 アームロック（山田→健一） 12:40 腕ひしぎ十字固め（山田→博之）                | ZST BATTLE HAZARD 03                        | 2008年8月24日 |
| ○    | 矢野卓見&代官山剣Z （パートナー：横山大輔）                  | 0:36 腕ひしぎ十字固め（山田→代官山）                                              | ZST.14                                      | 2007年10月7日 |

### アマチュア総合格闘技
| 勝敗 | 対戦相手 | 試合結果                 | 大会名                   | 開催年月日     |
| ○    | 竹内宏典 | 5:53 アームロック        | SWAT!-RX 1【特別ルール】 | 2007年9月9日   |
| ×    | 川端智春 | 3分2R終了 ポイント40-45  | 八景フリーファイト8      | 2007年2月11日  |
| ○    | 粕谷優介 | 1R 1:11 腕ひしぎ十字固め | 八景フリーファイト7      | 2006年11月23日 |

## 獲得タイトル
- 第3代ZSTウェルター級王座（2011年）